# Griechische Evangelische Kirche

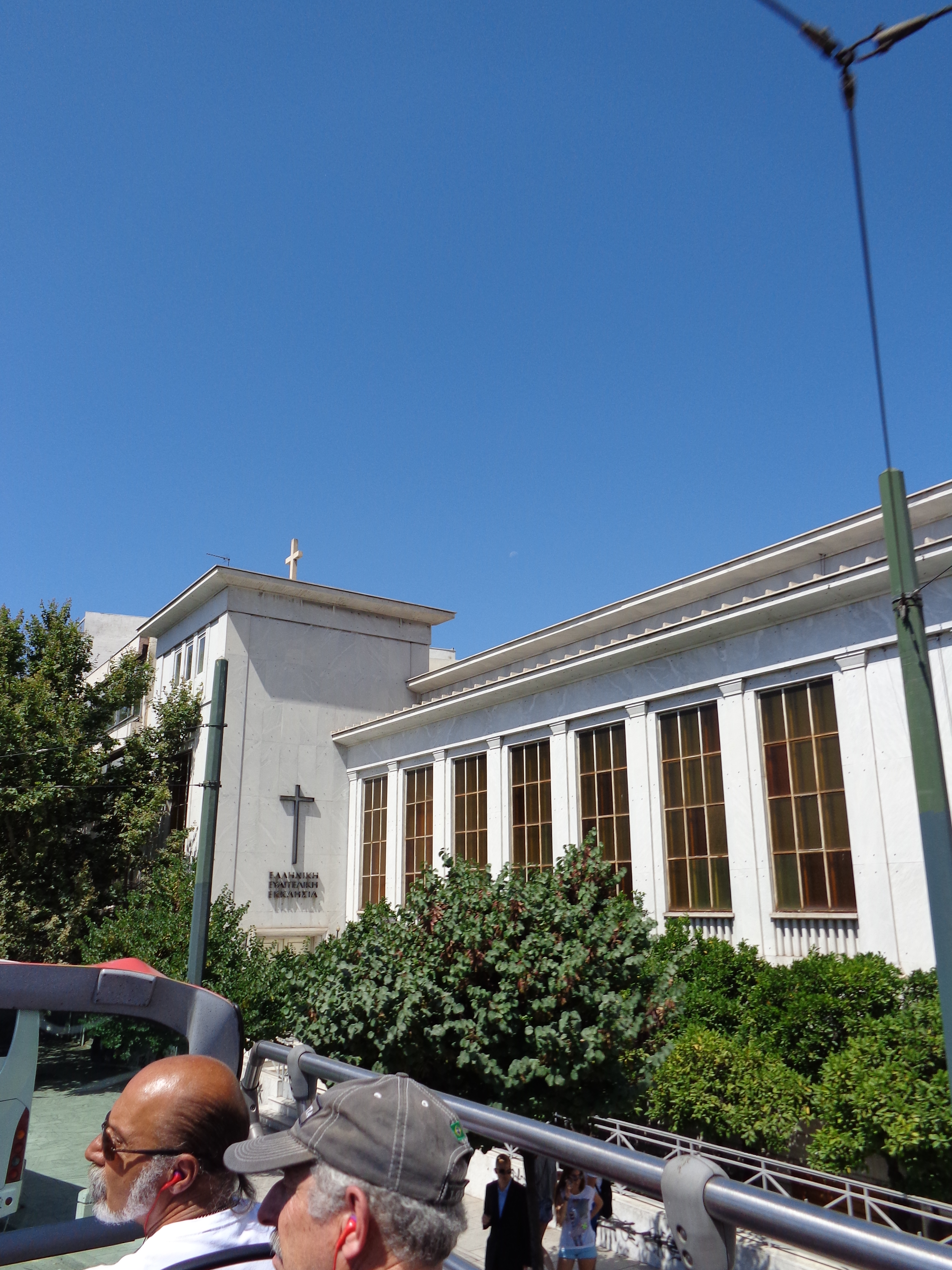
Das Gebäude der Ersten Griechischen Evangelischen Gemeinde in Athen

Die Griechische Evangelische Kirche (griechisch Ελληνική Ευαγγελική Εκκλησία, E. E. E.) ist eine reformierte Kirche. Sie ist die erste evangelische Gemeinde, die in Griechenland entstanden ist.

## Geschichte

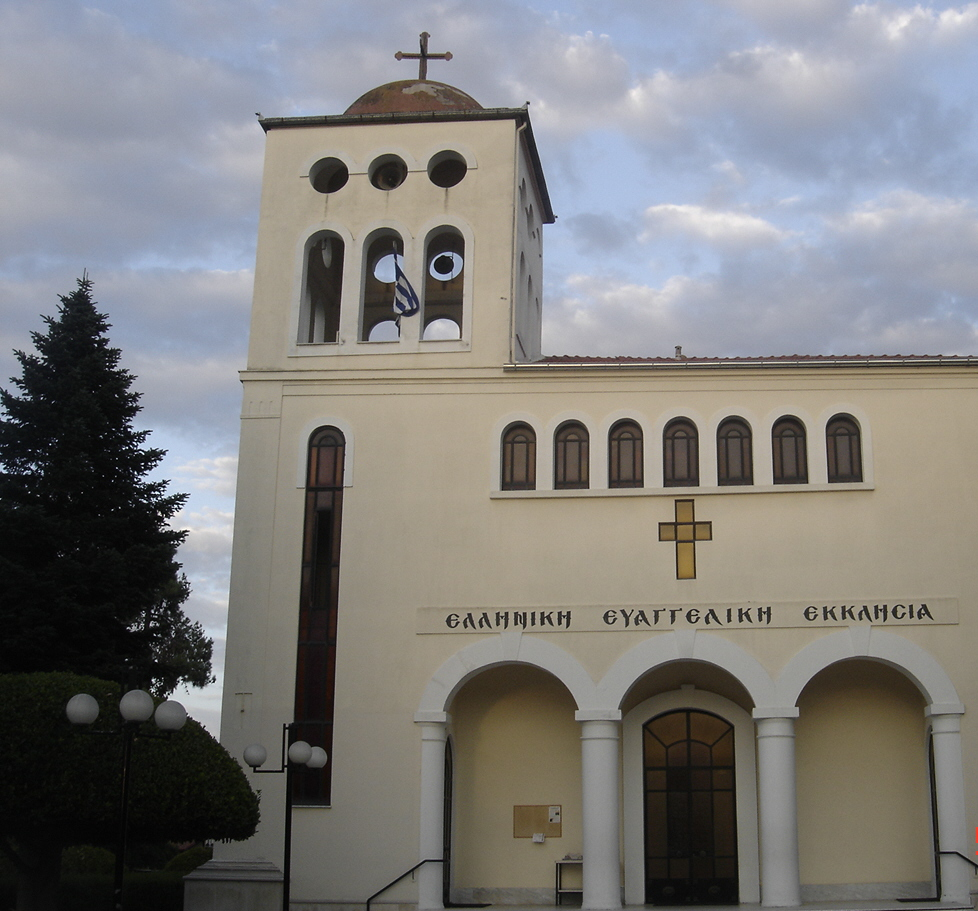
Die Kirche von Katerini (Ε.Ε.Ε. Κατερίνης), der größten Gemeinde in Griechenland

### Vorgeschichte
Die Griechische Evangelische Kirche sieht sich in der Nachfolge der Reformbestrebungen der Syrischen Dynastie im 8. Jahrhundert und von Patriarch Kyrillos Loukaris im 17. Jahrhundert, der das Neue Testament in die damalige griechische Sprache übersetzte und sich dabei am Calvinismus orientierte. Darüber hinaus bezieht sie sich auf die theologischen Ansätze von Adamantios Korais (Αδαμάντιος Κοραής), Theoklitos Farmakidis (Θεόκλητος Φαρμακίδης) und Neofytos Vamvas (Νεόφυτος Βάμβας) zur Erneuerung der Orthodoxen Kirche.

### Anfänge
Die ersten Ansätze für die Gründung einer Evangelischen Gemeinschaft in Griechenland geschahen 1828 mit der Einreise des Missionars Jonas King. Wesentlich für die Arbeit der Griechischen Evangelischen Kirche wurde das Jahr 1858. In diesem Jahr wurde das erste Mal die Zeitschrift Astir tis Anatolis (Αστήρ της Ανατολής – Stern des Ostens) von dem Arzt und Theologen Michail Kalopothakis herausgegeben.
1871 wurde in Athen die Erste Griechische Evangelische Kirche (Α' Ελληνική Ευαγγελική Εκκλησία – Proti Elliniki Evangeliki Ekklisia) gebaut, gegenüber dem Olympieion (Athen), wo sie sich bis heute befindet. Bald darauf entstanden Gemeinden in Thessaloniki, Piräus, Volos und in Ioannina. 1883 hielten die Gemeinden die erste Synode der Evangelischen Kirchen (Σύνοδος των Ευαγγελικών Εκκλησιών) in Volos ab. Auf dieser Synode gründeten sie ihren Verband.
Eine andere evangelische Bewegung entstand wenig später unter den Griechen im Pontos, ab etwa 1867 in Kleinasien. In dieser Zeit entstanden Gemeinden im Pontos, in Kappadokien, in der Umgebung von Izmir (Σμύρνη) und in Konstantinopel. Die bedeutendste Persönlichkeit der kleinasiatischen Gemeinden war Xenofon Moschou (Ξενοφών Μόσχου). In Kleinasien wurden die evangelischen Griechen von den Türken vertrieben und bekämpft und viele bezeugten ihren Glauben mit dem Leben, beispielsweise Paulos Pavlidis (Παύλος Παυλίδης) aus Kayseri und Charalambos Bostandzoglou (Χαράλαμπος Μποσταντζόγλου) aus Adana in Kilikien.

### Während der Kleinasiatischen Katastrophe
1922, als während der Kleinasiatischen Katastrophe (Μικρασιατική καταστροφή) die griechische Bevölkerung vertrieben wurde, flüchteten die evangelischen Griechen entweder in die bestehenden Gemeinden auf dem griechischen Festland oder gründeten selbst neue Gemeinden an den Orten, an die es sie verschlug. Die größte dieser Gemeinden entstand in Katerini, wo auch der Flüchtlingsverein Synikismos Evangelikon (Συνοικισμός Ευαγγελικών) gegründet wurde. 1924 entstand ein Verband, der alle Gemeinden umfasste und aus dem 1938 auf einer Synode die Griechische Evangelische Kirche als eine Einheit geschaffen wurde, die bis heute besteht.

## Theologie
Die Griechische Evangelische Kirche hält die Heilige Schrift für ihre höchste und endgültige Autorität in Fragen des Glaubens und Lebens und benutzt als Credo das Nicäno-Konstantinopolitanum ohne den Filioque-Zusatz. Sie vertritt eine konservative, bzw. orthodoxe Theologie, beispielsweise in Bezug auf die Dreifaltigkeit, die Göttlichkeit Jesu Christi und stimmt in allen wesentlichen Fragen mit den anderen christlichen Kirchen überein. Sie steht den presbyterianischen und reformierten Kirchen besonders nahe. Die gleichen Schwerpunkte der Lehre zeichnen sie als „evangelische“ Kirche aus, wie man aus den folgenden Hauptsätzen leicht sehen kann:
1. Μόνο η Αγία Γραφή – Allein durch die Heilige Schrift (moni i agia grafi): Die Heilige Schrift ist die einzige geistgegebene Offenbarung Gottes und durch sie werden die höchsten und abschließenden Antworten für Glauben und Leben gegeben.
2. Μόνο ο Χριστός -– Allein durch Jesus Christus (mono o christos): Jesus Christus ist der einzige Mittler zwischen Gott und dem Menschen, der einzige Weg zu Gott.
3. Μόνο η χάρη – Allein durch die Gnade (mono i chari): Die Initiative der Rechtfertigung des Menschen geht allein von Gott aus.
4. Μόνο η πίστη – Allein durch den Glauben (mono i pisti): Das Geschenk der Gnade kann ein Mensch nicht erarbeiten oder durch gute Werke erwerben. Der Glaube, der auf das Werk Christi vertraut, macht den Weg und ist das Mittel des Heils.

Die Zusammenfassung des Glaubensbekenntnisses ist sehr eng an das Bekenntnis von Westminster angelehnt.

## Ökumenische Beziehungen
Die Kirche ist der ökumenischen Bewegung zutiefst verbunden. Ihr Verbreitungsgebiet deckt sich mit dem der Kirche von Griechenland, und die Beziehungen sind mittlerweile – je nach Personal vor Ort – freundlich. Gute Beziehungen bestehen vor allem zu den Waldensern, und die Kirche ist in der Gemeinschaft Evangelischer Kirchen in Europa, der Konferenz Europäischer Kirchen, der Weltgemeinschaft Reformierter Kirchen und dem Ökumenischen Rat der Kirchen vertreten. In Griechenland gehört sie zum Gesamtgriechischen Evangelischen Verein (Πανελλήνιος Ευαγγελικός Σύνδεσμος – Panellinios Evangelikos Syndesmos), der evangelischen Kirchen, Kirchen der Pfingstbewegung und der Brüderbewegung vereint.

## Organisation

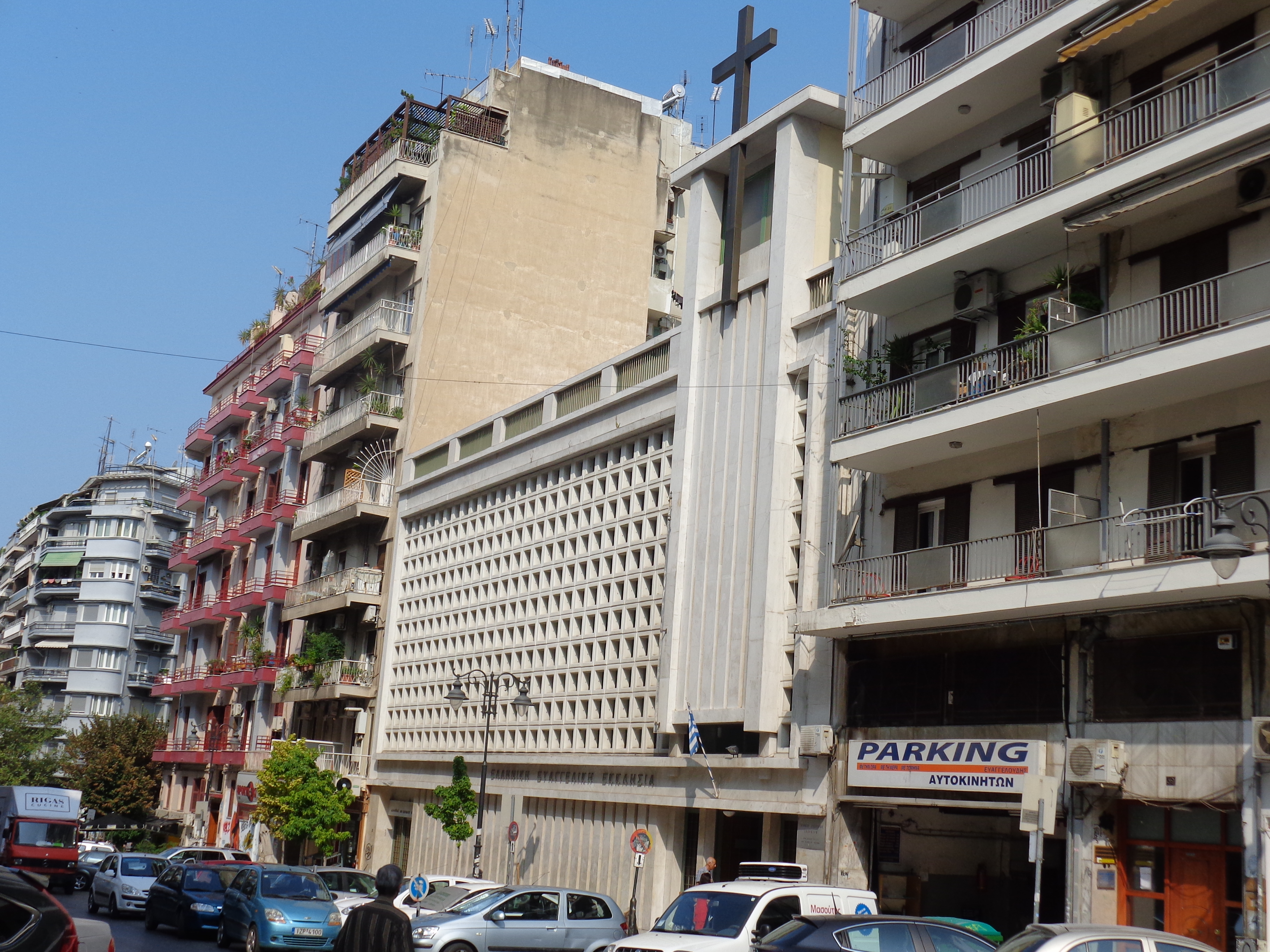
Die griechische Evangelische Kirche in Thessaloniki

Die Generalsynode der Kirche tagt zweimal jährlich. Sie besteht aus den Mitgliedern der zwei regionalen Synoden: der „Südlichen“ (Νότια) und der „Nördlichen“ (Βόρεια), die aus den Pastoren und Ältesten der insgesamt 23 Gemeinden zusammengesetzt sind. In den Vereinigten Staaten gibt es die Synode von Nordamerika (η Σύνοδος της Βορείου Αμερικής). Vorsitzender der Synode ist einer der Pastoren, momentan Meletis Meletiadis. Die Kirche hat ca. 5–6.000 Mitglieder und 30 Kirchen. Die größten Gemeinden befinden sich in Athen (Erste Griechische Evangelische Kirche, Zweite Griechische Evangelische Kirche) und in Katherini (ca. 1.500 Mitglieder).

## Die Ε.Ε.Ε. im Ausland
Die Griechische Evangelische Kirche unternimmt Missionsarbeit im Westen Albaniens und in Bulgarien. Darüber hinaus gibt es Gemeinden in Zypern, Deutschland, Kanada und den Vereinigten Staaten. Pastor der Griechischen Evangelischen Kirche in Deutschland ist Savvas Karipidis (seit 1963).

## Aktivitäten
Hauptaktivitäten sind neben der Gemeindearbeit diakonische und ökologische Programme. Seit mehreren Jahren vor allem auch Flüchtlingsarbeit in Athen. Darüber hinaus betreibt sie Entwöhnungsbehandlungen bei Abhängigkeitserkrankungen, ein Altenheim, und ein Frauenhaus. Dazu gehört auch das Begleitprogramm Kathari Poli (Καθαρή Πόλη, Saubere Stadt), verschiedene Workshops und Musikfestivals. Sie führt auch Freizeitcamps für Kinder und Jugendliche im Argos Zodhiates Bible Camp in Leptokarya (Λεπτοκαρυά) und in Kalamos durch. Für die Forschung zur Geschichte der Evangelischen Bewegung in Griechenland unterhält sie das Griechische Historische Evangelische Archiv (Ελληνικό Ιστορικό Ευαγγελικό Αρχείο – elliniko istoriko evangeliko archeio).
2010 wurde als Leuchtturmprojekt der Ersten Evangelischen Gemeinde in Athen ein Gemeindegründungsprojekt in einem sozialen Brennpunktgebiet in Athen (Exarchia) ins Leben gerufen.
Darüber hinaus entstehen aus dem Umfeld der Kirche immer wieder soziale Projekte wie O Kerameas (Ο Κεραμεας) oder der Hilfsverein Cheiria voithias (χειρα βοηθειας).
Besonderes Gewicht legt die Kirche auf die Katechetik und Jugendarbeit (Κίνηση Ευαγγελικής Νεολαίας – kinisi evangelikis neoleas).
2008 wurde das Griechische Historische Evangelische Archiv gegründet.

## Veröffentlichungen
- Astir tis Anatolis (Αστήρ της Ανατολής), Januar 2002.